# Caspar Einem

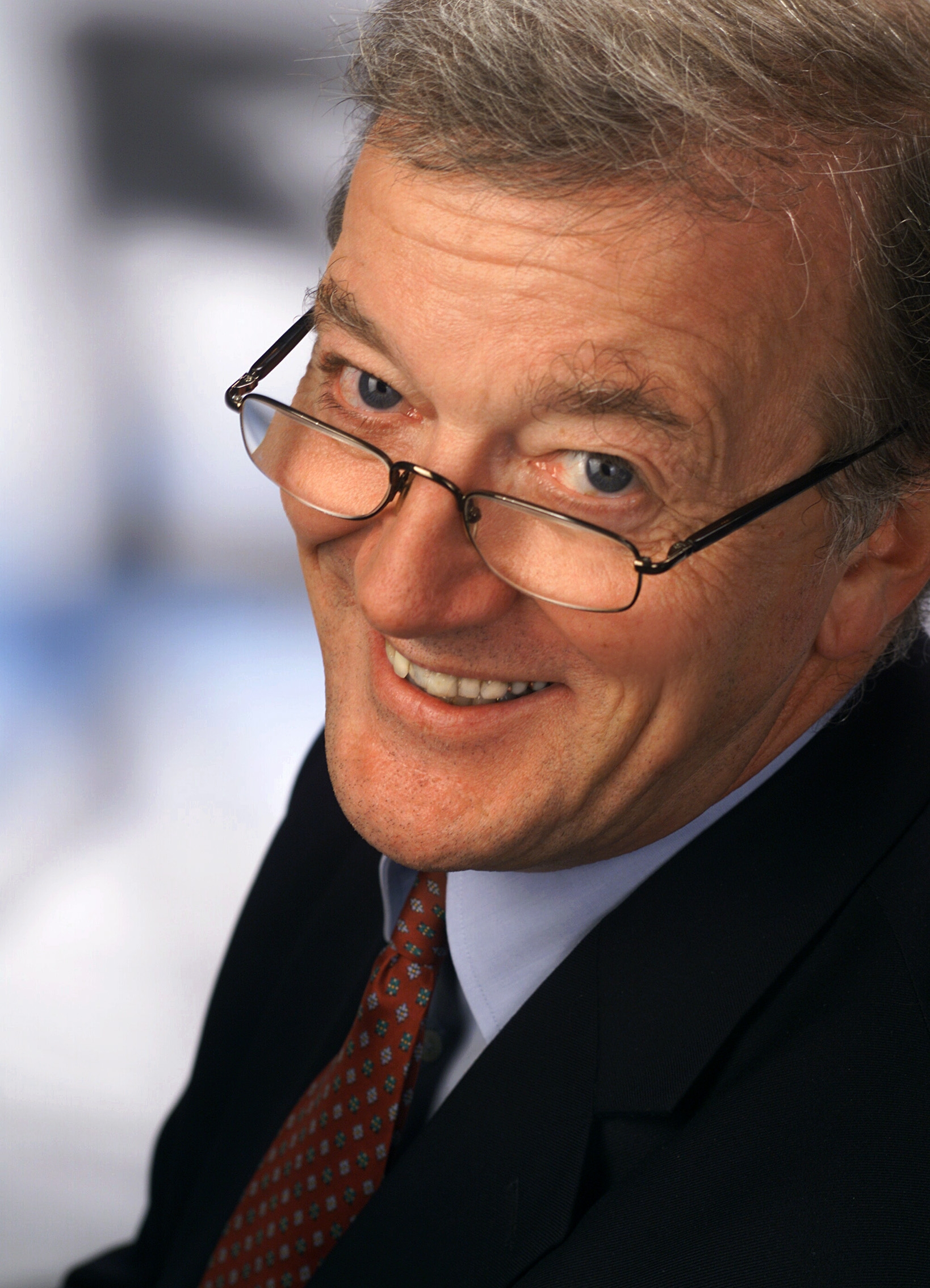
Caspar Einem (2007)

Caspar Einem (* 6. Mai 1948 in Salzburg; † 9. September 2021) war ein österreichischer Politiker der SPÖ. Er war von 1995 bis 1997 Innenminister, danach bis 2000 Bundesminister für Wissenschaft und Verkehr der Republik Österreich.

## Biografie
Caspar Einem entstammt dem Geschlecht derer von Einem und war der Sohn des Komponisten Gottfried von Einem sowie dessen Frau Lianne, geborene von Bismarck (1919–1962). Nach der Matura in Wien und dem Abschluss des Studiums der Rechtswissenschaften in Wien 1971 arbeitete er von 1972 bis 1977 in Wien und Salzburg als Bewährungshelfer, absolvierte 1979 das Rechtspraktikum, war anschließend bis 1991 Angestellter der Kammer für Arbeiter und Angestellte für Wien und danach im österreichischen Mineralölkonzern OMV tätig, wo er zuletzt, vor seinem Einstieg in die Bundespolitik, für den Geschäftsbereich Gas verantwortlich zeichnete. Zuletzt war Einem Präsident des Österreichischen Instituts für Internationale Politik, Vizepräsident des Europäischen Forums Alpbach und Vizepräsident des Kuratoriums des Instituts für Höhere Studien. Von September 2017 bis Juli 2019 war er überdies Aufsichtsratsvorsitzender der Gebrüder Weiss Holding AG.
Ab Mitte der 1960er Jahre war Lotte Ingrisch, die zweite Ehefrau seines Vaters, seine Stiefmutter. Caspar Einem war verwitwet und hatte einen Sohn.
Er wurde im Ehrengrab seines Vaters Gottfried von Einem auf dem Hietzinger Friedhof (Gruppe 60, Reihe 7, Nummer 18) beigesetzt.

## Politische Laufbahn
Mit Bildung der Bundesregierung Vranitzky IV, einer Koalition von SPÖ und ÖVP, im November 1994 wurde Einem zunächst Staatssekretär im Bundeskanzleramt bei Bundeskanzler Franz Vranitzky und war dort unter anderem für den öffentlichen Dienst zuständig. Ab April 1995 und in der Bundesregierung Vranitzky V (SPÖ/ÖVP) noch bis Jänner 1997 war er Bundesminister für Inneres, anschließend in der Bundesregierung Klima (SPÖ/ÖVP) bis Februar 2000 Bundesminister für Wissenschaft und Verkehr. Nach der Nationalratswahl 1999 und der Bildung einer FPÖ-ÖVP-Koalitionsregierung (Bundesregierung Schüssel I) gehörte Einem von 2000 bis 2007 als Abgeordneter dem Nationalrat an, wo er Europasprecher der SPÖ und zuletzt Vorsitzender des außenpolitischen Ausschusses war.
Im Mai 2001 wurde er auch stellvertretender Klubobmann der sozialdemokratischen Fraktion im Nationalrat. Einem legte am 31. Oktober 2007 sein Abgeordnetenmandat im Nationalrat zurück und erklärte, dass er sich aus allen politischen Funktionen zurückziehen werde.
Caspar Einem war Autor und Herausgeber zahlreicher Bücher, ehemaliger Präsident des Europäischen Zentralverbands der öffentlichen Wirtschaft (CEEP), der österreichisch-slowenischen Gesellschaft und bis November 2007 des Verbandes der Öffentlichen Wirtschaft und Gemeinwirtschaft Österreichs (VÖWG). In seiner Zeit als Präsident des Bundes sozialdemokratischer AkademikerInnen (BSA) von 2002 bis 2008 gab er die in Zusammenarbeit mit dem Dokumentationsarchiv des österreichischen Widerstandes durchgeführte wissenschaftliche Erforschung und Aufarbeitung der „braunen Flecken“, also der Mitgliedschaft von (ehemaligen) Nationalsozialisten im BSA nach 1945, in Auftrag.
2022 stiftete der BSA den mit 10.000 Euro dotierten Dr. Caspar Einem-Preis für innovative und angewandte Sozialforschung.

## Weitere berufliche Laufbahn
Am 12. Oktober 2007 gab Einem bekannt, in den Vorstand der Jetalliance Flugbetriebs GmbH zu wechseln, den er Ende Juni 2011 wieder verließ. Zugleich war er auch Vorstand der neugegründeten Austrian Business Aviation Association.
Im September 2011 wurde er zum Aufsichtsratsvorsitzenden der Austro Control GmbH berufen und folgte in dieser Position Gaston Glock nach, schied aber Ende 2013 auf eigenen Wunsch wieder aus dem Aufsichtsrat aus.

## Kritik
Als „Intellektueller mit einer Weltanschauung, die meist links vom SPÖ-Mainstream lag“ und wegen seiner gesellschaftspolitisch liberalen Haltung wurde Einem nach seinem Eintritt in die Bundesregierung als Innenminister insbesondere vonseiten der FPÖ, damals unter Jörg Haider, und des österreichischen Boulevards wiederholt angegriffen.
Ihm wurde 1995 vorgeworfen, 1992 der linksradikalen Zeitschrift TATblatt 4900 Schilling und im März 1995 (nun schon als Staatssekretär) 1000 Schilling gespendet zu haben. Die erste Spende war für eine Druckmaschine gedacht, die zweite, um die Zeitschrift in einem Prozess gegen Haider zu unterstützen. Als bekannt wurde, dass die Zeitschrift ab 1991 die landesübliche Pressesubvention bekam, war allerdings auch klar, dass die Spende Einems legal war. Ebenfalls vorgeworfen wurde Einem ein 1988 bei einem Straßenfest mitgefilmtes Gespräch mit Gregor Thaler, dem späteren mutmaßlichen Attentäter von Ebergassing.

## Auszeichnungen
- Großes Goldenes Ehrenzeichen am Bande für Verdienste um die Republik Österreich[11] (1999)
- Großkreuz des griechischen Ehrenordens
- Ritter der französischen Ehrenlegion